# Könige des Böhmerwaldes
Als Könige des Böhmerwaldes (tschechisch: Králové Šumavy) wurden Ende der 1940er und Anfang der 1950er Jahre, zu Beginn des Kalten Krieges, tschechoslowakische Fluchthelfer bezeichnet die im Böhmerwald (tschechisch: Šumava) an der Grenze nach Bayern (Amerikanische Besatzungszone bzw. Bundesrepublik Deutschland) tätig waren. Zwei der bekanntesten waren Kilián Nowotny und Josef Hasil.

## Historischer und Geografischer Hintergrund

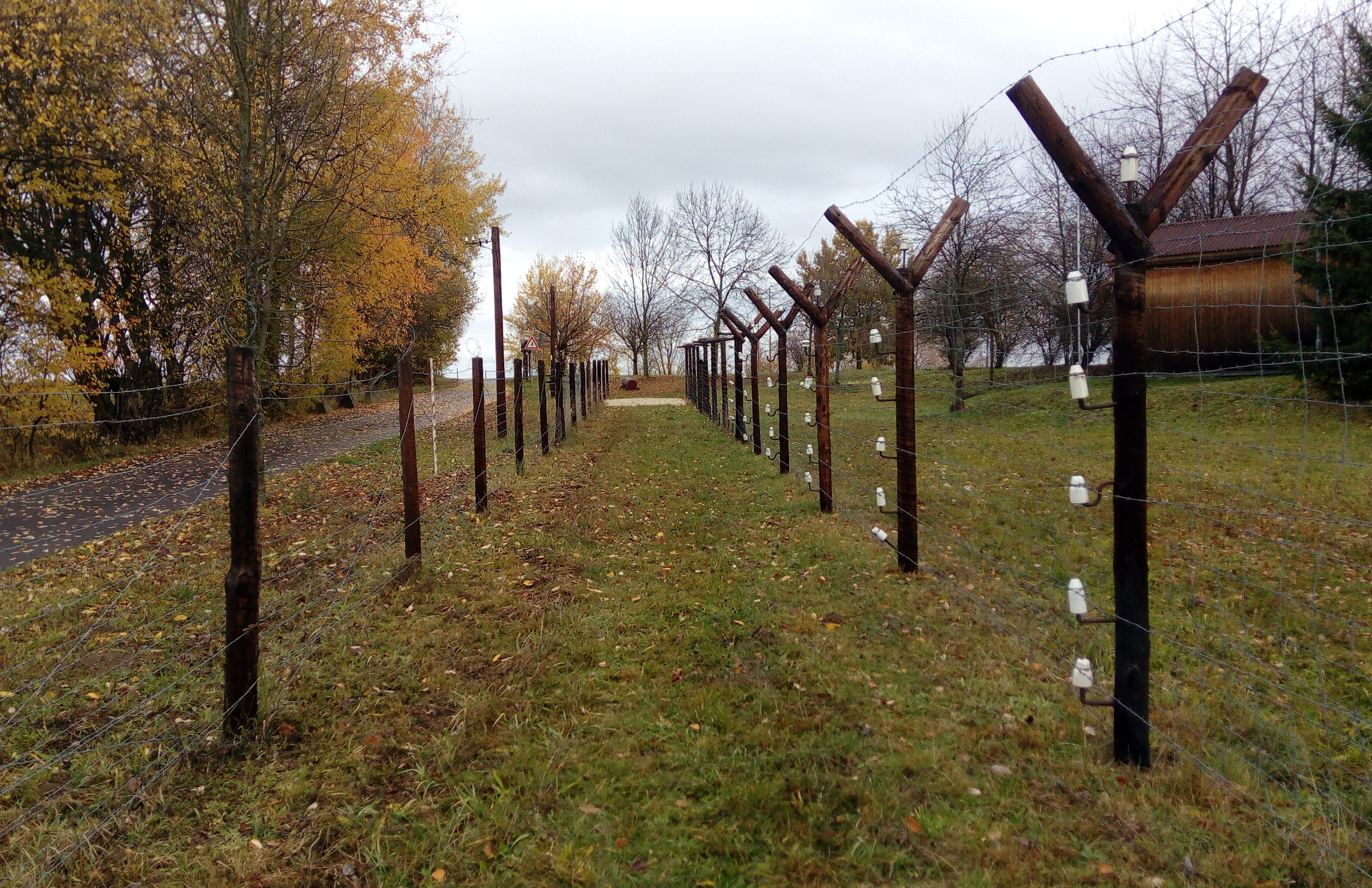
Grenzbefestigung

Der Böhmerwald ist ein im Südwesten Tschechiens bzw. vor 1993 der Tschechoslowakei gelegenes ausgedehntes Mittelgebirgs-Waldgebiet. Historisch war es über lange Zeiten deutschsprachig und dünn besiedelt. In diesem Grenzgebiet gab es schon lange Schmuggel, wie etwa von Sacharin mit Hilfe einer Heiligenfigur zwischen Bischofsreut und Böhmisch Röhren (tschechisch České Žleby).
Nach dem Ende des Zweiten Weltkriegs 1945 kam es zur Vertreibung der Deutschen aus der Tschechoslowakei, wodurch die Region noch weniger besiedelt war. So hatte der Okres Prachatice, wo die beiden oben genannten Männer tätig waren, 1930 noch 85.789 Einwohner, 20 Jahre später 1950 dagegen nur noch 47.835 Einwohner.
Im Februar 1948 kam es zum Umsturz und zur Errichtung des Kommunismus in der Tschechoslowakei. Dies hatte zur Folge, dass die Grenze zu Deutschland mit dem entstehen der Grenzbefestigungen immer stärker gesichert wurde. So wurde 1950 die sogenannte Grenzzone (Hraniční pásmo) errichtet, ein ca. 10 bis 15 km breiter Streifen entlang der Grenze, welche in den darauffolgenden Jahren mit Zäunen abgesichert wurde und zum Eisenen Vorhang ausgebaut wurde.
Die unzugänglichen Wälder des Böhmerwaldes boten in dieser Zeit, bevor die Grenzbefestigungen vollständig errichtet waren, eine Gelegenheit aus dem Land zu fliehen. Einheimische, die mit den Wäldern vertraut waren, boten sich hier als Schmuggler an. Diese wurden auch vom Counter Intelligence Corps (CIC) (Vorläufer der CIA) bzw. DIA genutzt um umgekehrt Agenten in die Tschechoslowakei zu bringen. Die Staatssicherheit StB nannte diese Gehilfen des CIC in ihren Akten Agent chodec („Fußgänger-Agenten“).

## Josef Hasil

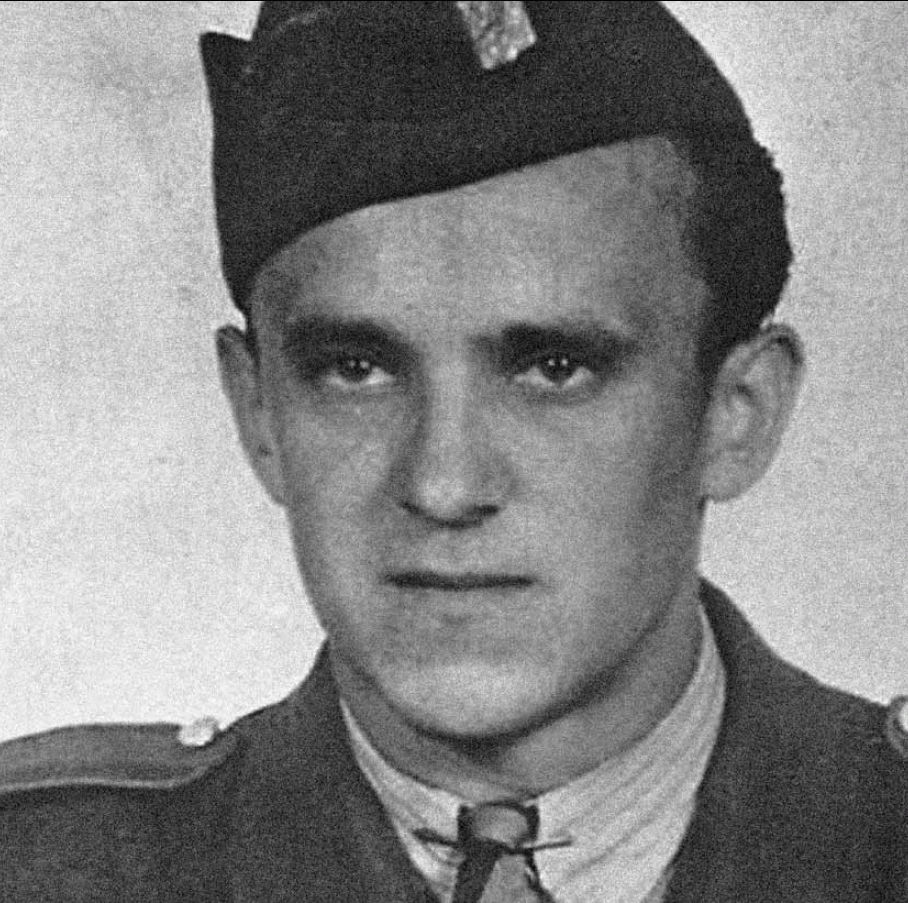
Josef Hasil

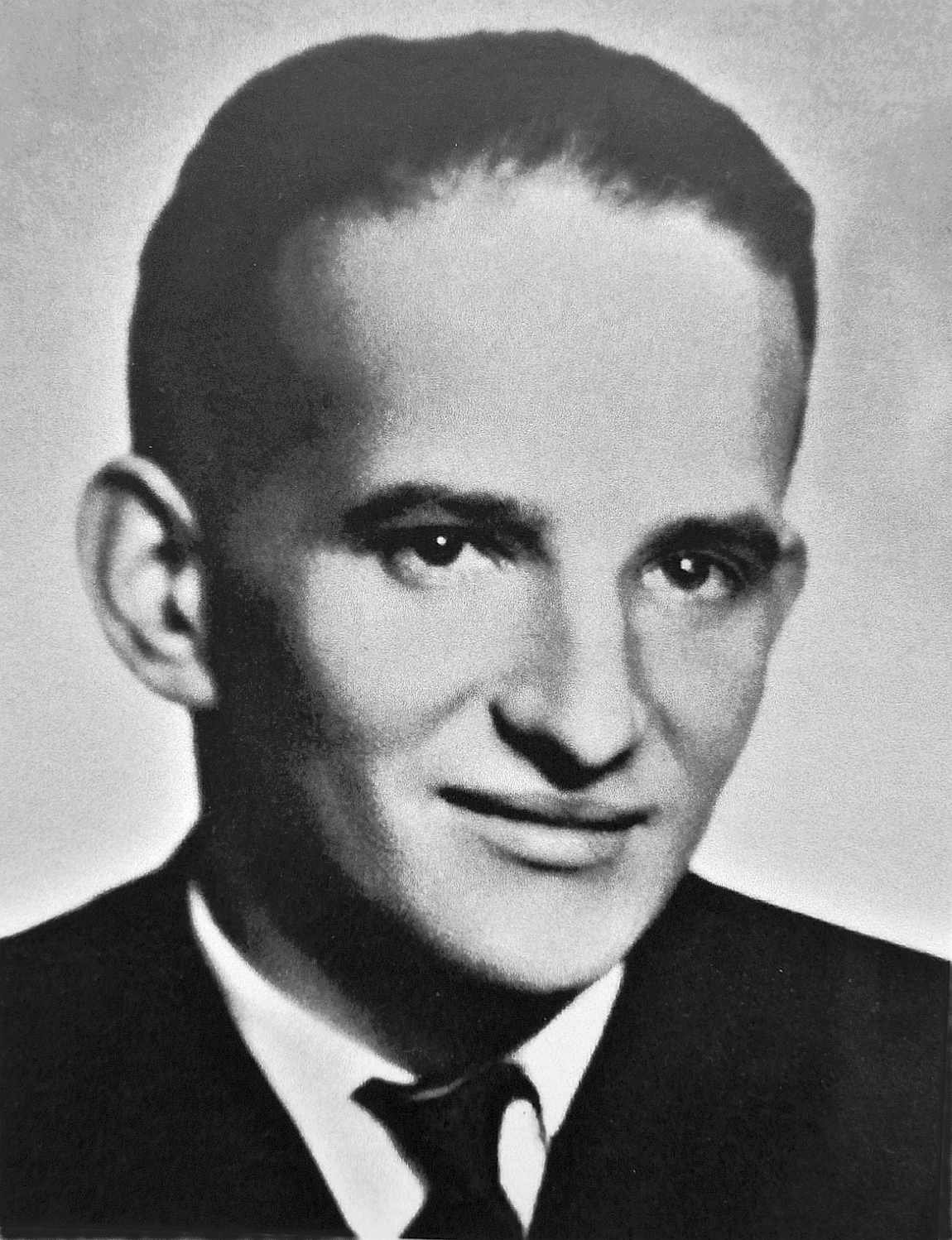
Bohumil Hasil

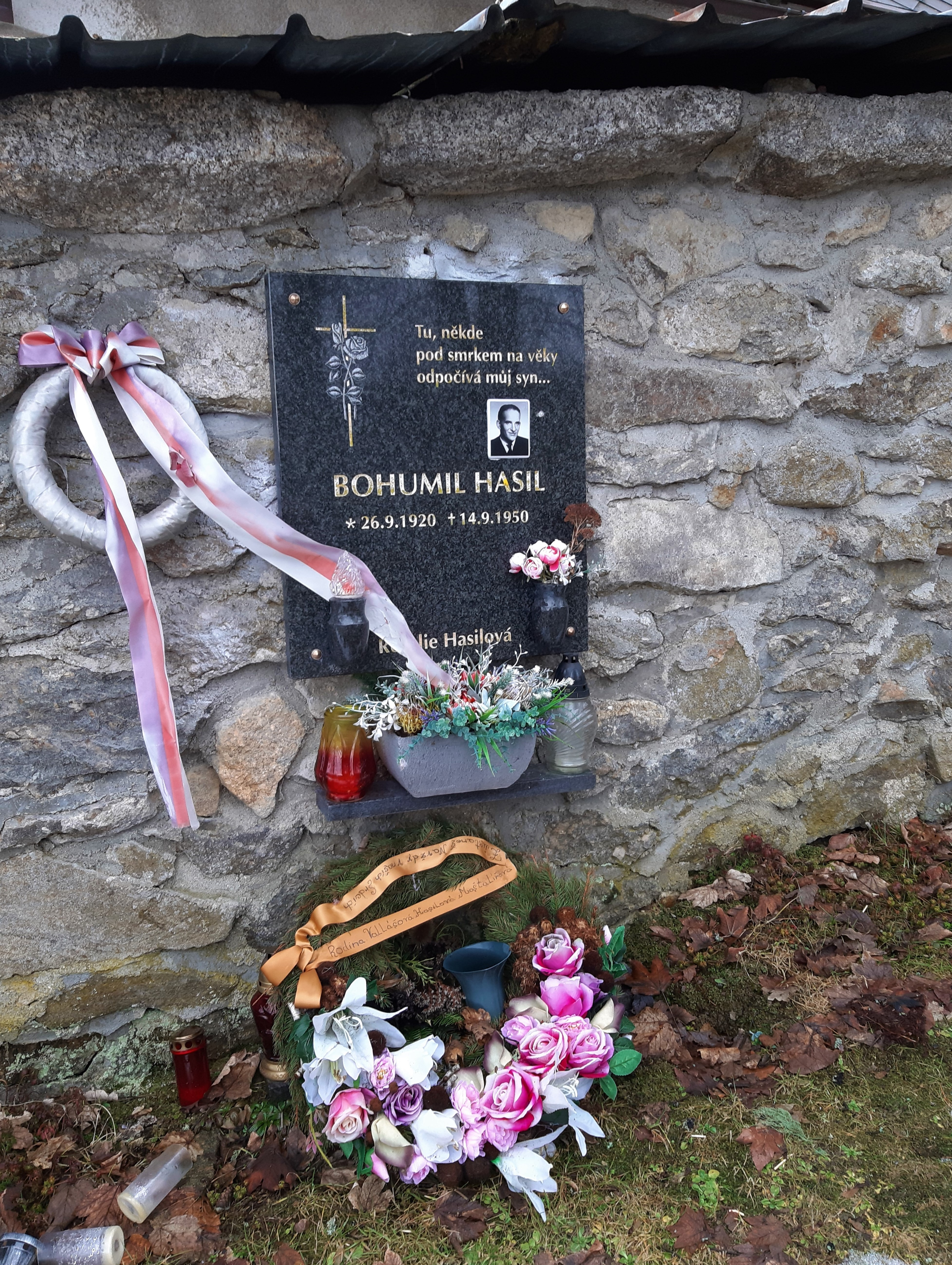
Gedenktafel für Bohumil Hasil am Friedhof České Žleby

Josef Hasil wurde 1925 in Zábrdí (Zabrd) als eines von acht Geschwistern geboren. Während des Zweiten Weltkriegs diente er in Passau und floh im März 1945 nach Böhmen, wo er Mitglied der Partisanengruppe Šumava II wurde. Nach dem Krieg trat er in die Staatssicherheit SNB ein und bewachte die Grenze. In dieser Zeit lebte er in České Žleby (Böhmisch Röhren) (Gemeinde Stožec/Tusset) im Dreiländereck Tschechoslowakei, Bundesrepublik Deutschland und Österreich. Nach der Machtübernahme der Kommunisten 1948 wandte er sich vom Staat ab und begann als Fluchthelfer aktiv zu werden. Am 20. Oktober 1948 wurde er dabei in Nové Údolí entdeckt und verhaftet, nachdem es ihm in der Zeit davor gelungen war dutzenden Menschen über die Grenze zu verhelfen. Ende 1948 wurde er durch Karel Vaš zu neun Jahren Zwangsarbeit in den Minen von Most verurteilt. Ihm gelang jedoch am 9. Mai 1949 die Flucht nach Bayern. Von hier arbeitete er als Agent des CIC und half, mit einem durch ihn aufgebautem Netzwerk, weiteren Menschen bei der Flucht. Bei einer dieser Fluchten wurde sein Bruder Bohumil Hasil am 13. September 1950 erschossen. Ziel dieser erfolglosen Mission war es, dessen Sohn und Ehefrau aus dem Land zu holen. Nachdem der Eiserne Vorhang 1953 fertig gestellt worden war, beendete er seine Tätigkeit. Ein Jahr später 1954 siedelte er in die USA über, wo er 2019 im Alter von 95 Jahren verstarb.

## Kilián Nowotny

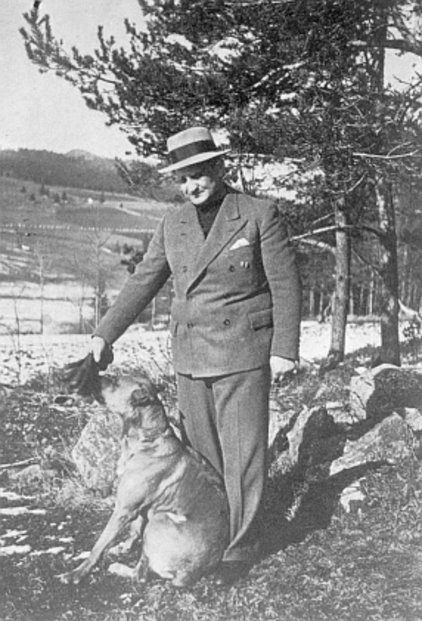
Kilián Nowotny

Der zweite bekannte „König des Böhmerwaldes“ war Kilián „Franz“ Nowotny. Dieser wurde 1905 in eine alte deutschsprachige Böhmerwald-Schmugglerfamilie geboren und machte eine Lehre zum Metzger. Bereits in diesen Zeiten begann er mit dem Schmuggel. Nachdem er während des Zweiten Weltkriegs in der Wehrmacht gedient hatte, kehrte er wieder in den Böhmerwald zurück, von wo aus er 1946 aus seinem Heimatort Stará Huť (Althütten) vertrieben wurde. Er siedelte sich im grenznahen Bayerischen Wald im Dorf Röhrnbach an, wo er einen Holzhandel betrieb. Dort wurde er vom Counter Intelligence Corps (CIC) angeworben, um nach 1948 Menschen bei der Flucht zu helfen, sowie umgekehrt Agenten in das Land einzuschleusen.
Das Gebiet in dem die Fluchten stattfanden wurde von der Grenzwache PS „Kanal 54“ (kanál 54), entsprechend der Nummer des Grenzabschnitts, genannt.

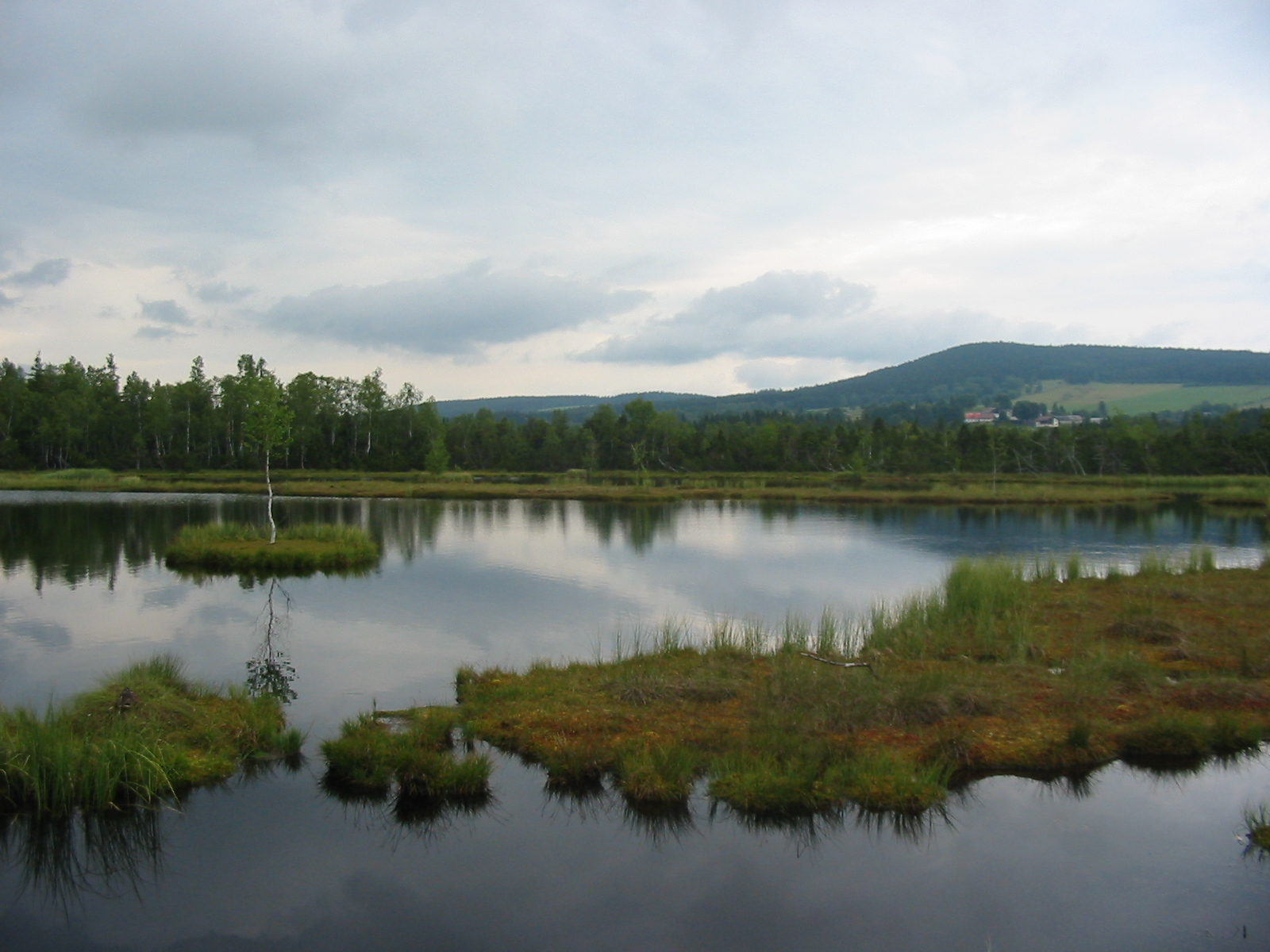
Chalupská slať (Großer Königsfilz)

Beginnend in einem Gasthaus einer befreundeten Familie in U Sloupu nahe Vimperk verlief die Route südlich entlang des Flusses Volyňka und des Medvědí potok, weiter durch das Moor Chalupská slať und auf den Berg Janská hora richtung des Dorfes Františkov (Franzenthal). Unweit des Dorfes wurde auf einer Brücke die Warme Moldau überquert. Weiter Richtung Süden verlief die Route über den Sattel zwischen Stanová hora und Vysoký stolec. Unterhalb des Gipfels Stráž (Postberg), in der Nähe der Quelle der warmen Moldau wurde die Staatsgrenze überquert und das Dorf Finsterau erreicht. Diese Strecke war ca. 25 km lang.

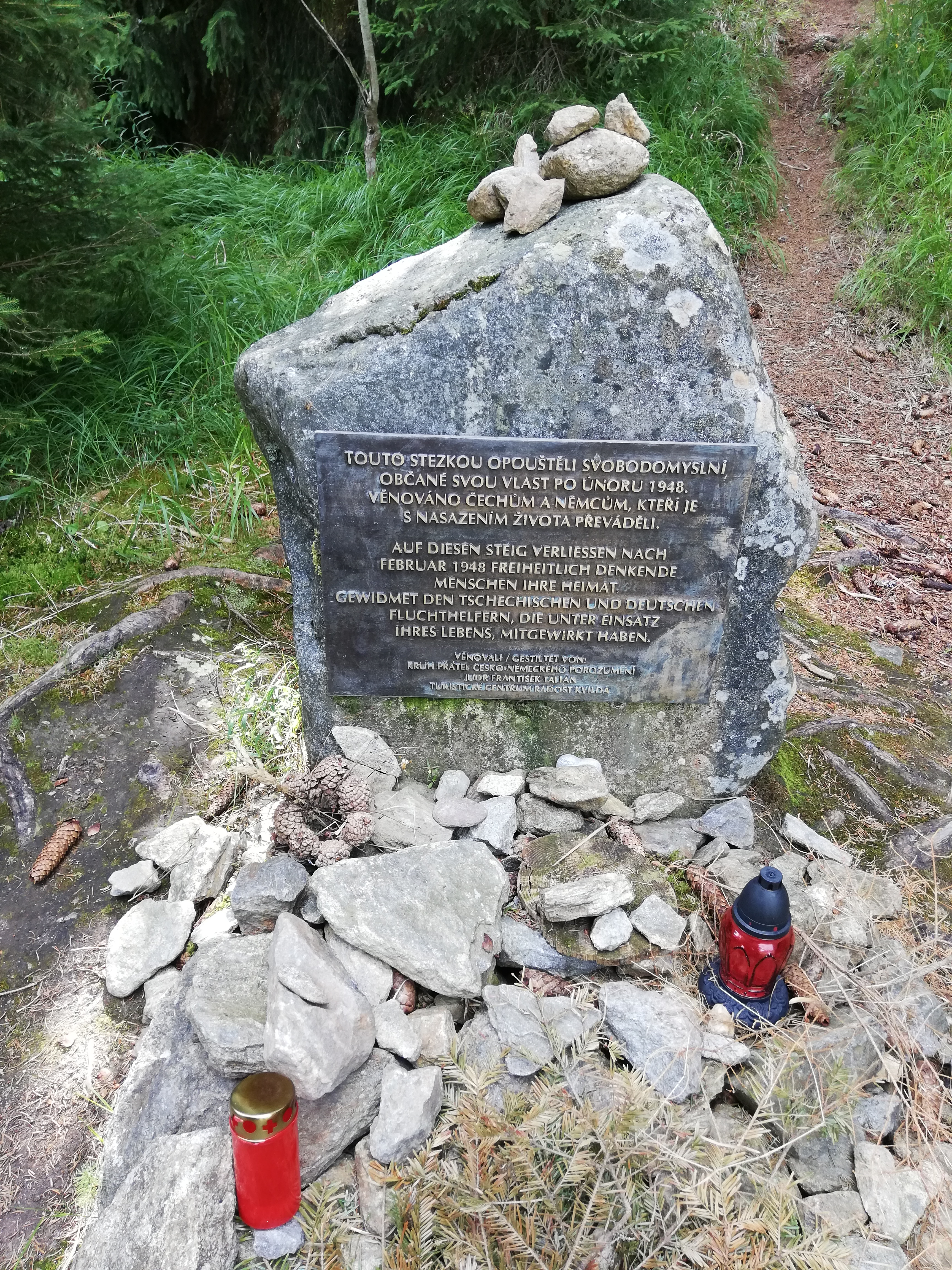
Gedenkstein Könige des Böhmerwaldes

Am 5. Mai 1950 beim Versuch zusammen mit einem Komplizen zwei Agenten in die Tschechoslowakei zu schmuggeln wurde er bei Františkov an der Brücke über die Warme Moldau angeschossen. An dieser Engstelle des Weges hatten sich Mitglieder des StB nur etwa 150 m an der Felsformation Pivní hrnec postiert, um die Flüchtenden aufzuhalten.
Während er sich zurück nach Bayern retten konnte, wo er von einer amerikanischen Patrouille gefunden und in das Krankenhaus Grafenau gebracht wurde, gelang seinen Beleitern die Flucht nicht. Sein Fluchthelfer Otto Grabmüller sowie die beiden Agenten Rudolf Veselý und Bohuslav Beneš wurden verhaftet. Dies war seine letzte Schmuggeltour. Im Jahr 1957 versuchte der StB noch einmal ein Attentat auf ihn zu verüben. Er blieb bis zu seinem Tod am 12. März 1977 mit 71 Jahren im Bayerischen Wald wohnen und verstarb in Waldkirchen. Sein Grab befindet sich in Röhrnbach. An dieser Stelle befindet sich heute ein Gedenkstein für die Könige des Böhmerwaldes.

## Mediale Aufarbeitung
Josef Hasil diente als Vorlage für folgende Werke:
- Král Šumavy, Film (1959, Regie: Karel Kachyňa)
- Král Šumavy, Roman (1960 Rudolfa Kalčíka)
- Král Šumavy, Fernsehserie (seit 2022; Regie: David Ondříček).[9]

## Gedenken
Im Jahr 2001 erhielt Josef Hasil vom tschechischen Präsident Václav Havel die Medaille für Heldentum.
Im Juni 2004 ließ der Freundeskreis der Deutsch-Tschechischen Verständigung auf einer Wiese in der Nähe des Dorfes Františkov bei Kvilda (Außergfild) in der Region Prachatice ein Denkmal für die Könige des Böhmerwaldes enthüllen.
Im Prager Stadtteil Stodůlky ist die Straße Hasilova nach Josef Hasil benannt.